# Rosa popovii
Rosa popovii (троянда Попова) — вид рослин з родини трояндових (Rosaceae).

## Поширення
Вид зростає в Таджикистані.